# بوب آدامز (لاعب كرة قدم أمريكية)
بوب آدامز (بالإنجليزية: Bob Adams)‏ هو لاعب كرة قدم أمريكية أمريكي، ولد في 15 أغسطس 1946 في ستوكتون في الولايات المتحدة.

## وصلات خارجية
- بوب آدامز على موقع مرجع كرة القدم المحترفة.كوم (الإنجليزية)